# 武仙座70
武仙座70，又名BD+24 3167，HD 157198、SAO 85021、HR 6457，是武仙座的一颗恒星，视星等为5.12，位于銀經46.93，銀緯30.05，其B1900.0坐标为赤經17h 16m 47s，赤緯+24° 30.05′ 56″。